# Questocrypta goloboffi
Questocrypta goloboffi – gatunek pająka z infrarzędu ptaszników i rodziny Barychelidae, jedyny z monotypowego rodzaju Questocrypta. Występuje endemicznie w środkowej części Nowej Kaledonii.

## Taksonomia
Gatunek i rodzaj opisane zostały po raz pierwszy w 1994 roku przez Roberta Ravena na łamach Memoirs of the Queensland Museum. Opisu dokonano na podstawie samic odłowionych w 1993 roku na Mont Aoupinié na Nowej Kaledonii. Nazwa rodzajowa pochodzi od angielskiego słowa quest, oznaczającego „poszukiwania”, zaś epitet gatunkowy nadano na cześć biogeografa i taksonoma Pabla A. Goloboffa.

## Morfologia
Holotypowa samica ma ciało długości 19 mm, karapaks długości 7,25 mm oraz opistosomę (odwłok) długości 10 mm. Karapaks jest w zarysie jajowaty, ubarwiony pomarańczowobrązowo z brązowymi znakami, owłosiony jasno z czarnymi łatkami, ponadto zaopatrzony w czarne szczecinki. Ośmioro oczu umieszczonych jest na wyraźnie wyniesionym wspólnym wzgórku, gdzie rozmieszczone są na planie szerokiego prostokąta. Najbardziej z przodu leżą oczy pary przednio-bocznej, podczas gdy oczy pary przednio-środkowej leżą wyraźnie za nimi, w związku z czym występują dwa rzędy oczu przednich. Jamki są szerokie, głębokie i proste, pośrodku i po bokach zaopatrzone w drobne dołeczki. Nadustek nie występuje. Niewielkie, kolankowato zgięte szczękoczułki mają kolor czerwonobrązowy. Brak jest rastellum czy guzka, a ich miejsce zajmują zakrzywione i zwisające ponad nasadą pazurów jadowych szczecinki. Bruzda szczękoczułka ma na krawędzi przedniej 7 dużych i 8 mniejszych zębów, a w części środkowo-nasadowej od 6 do 8 małych ząbków i ziarenka. Dłuższe niż szerokie szczęki mają krótki płat przedni odgraniczony głęboką bruzdą oraz liczne, drobne, gęsto rozmieszczone kuspule o średnicach dochodzących do 50 μm. Szersza niż dłuższa i pozbawiona kuspuli warga dolna odgraniczona jest szerokim i niskim szwem od szerokiego, sercowatego sternum, na którym to widnieją małe, owalne, ulokowane brzeżnie miejsca zaczepu mięśni (sigillae). Nogogłaszczki mają duże i bezzębne pazurki. Odnóża są umiarkowanie grube, ubarwione brązowo bez obrączkowania, porośnięte szczecinkami i przylegającymi, szarymi włoskami, pozbawione kolców. Stopy mają małe przypazurkowe kępki włosków. Pazurki pierwszej pary odnóży mają po dwa, a ostatniej po jednym ząbku. Opistosoma jest z wierzchu brązowa z białymi kropkami o nieregularnym kształcie, od spodu zaś brązowa z jasnymi plamami pośrodku i po bokach. Występują dwie pary kądziołków przędnych – dobrze rozwinięta tylno-środkowa i mniejsza, krótka tylno-boczna. Genitalia samicy mają dwie spermateki, każda o formie stożkowatego guzka z szerokim płatem bocznym i kulistawym wierzchołkiem.

## Zachowanie i występowanie
Pająk ten należy do drapieżników polujących z ukrycia. Buduje w ściółce lasów deszczowych z sieci pajęczej komory o długości od 2 do 4 cm, zamknięte z obu stron miękkimi wieczkami o zawiasach zlokalizowanych po górnej stronie.
Gatunek ten występuje endemicznie w środkowej części Nowej Kaledonii, gdzie znany jest tylko z miejsca typowego na górze Mont Aoupinié. Spotykany był na wysokości około 1000 m n.p.m.